# Râul Ghioriști
Râul Ghioriști sau Râul Gioriști este un curs de apă, afluent al râului Călimănel.  

## Hărți
- Harta județului Harghita
- Harta Munților Călimani  Arhivat în 11 octombrie 2008, la Wayback Machine.